# Pulakkattu Raveendran
Pulakkattu Raveendran (ur. 30 stycznia 1932, zm. 21 czerwca 1995) – indyjski poeta i nauczyciel, który pisał w języku malajalam. W 1990 roku otrzymał nagrodę Kerala Sahitya Akademi Award za swoją pracę Pulakkattu Raveendrante Kavithakal.

## Wybrane publikacje
- Pulakkattu Raveendrante Kavithakal
- Nakshatra Paragam
- Pravasam
- Swakshetram